# Banque alternative suisse
Pour les articles homonymes, voir BAS.
La Banque Alternative Suisse SA (BAS) est une banque suisse spécialisée dans l’intermédiation et le conseil en matière de placements et de crédits durables. La société anonyme, ne vise pas la maximisation du profit et donne la priorité à ses valeurs éthiques écologiques et sociales. La banque possède quatre bureaux, à Olten, Genève, Lausanne et Zurich.

## Historique
L'idée d'une banque aux objectifs sociaux et écologiques en Suisse s'est cristallisée dans un sondage en 1982. Le 10 octobre 1990, l'entreprise ouvre avec un capital action d'environ 10 millions. Le minimum légal de 5 millions a été fourni par la cinquantaine d'organisations fondatrices. 2 700 actionnaires avaient investi un montant moyen de 3 400 francs, soit un capital-action de 9 millions de francs.
Dès 1997, la banque propose des cartes Maestro équivalente au carte bleue française et depuis 2008 des services bancaires en ligne.
Fin 2015, la Banque alternative suisse est la première banque à introduire un taux d'intérêt négatif sur les avoirs des particuliers. Elle répercute ainsi les taux d'intérêt négatifs de la Banque nationale suisse.
En 2019, la mobilisation des mouvements pour le climat (dont la Grève étudiante pour le climat) entraîne une forte progression du nombre de clients (5 000 nouveaux comptes, soit + 8 %).

## Politique économique
- Aucun actionnaire ne peut posséder plus de 5 % des actions[3].
- La liste des crédits accordés est publiée de manière transparente[5].
- La banque ne possède aucun placement dans les énergies fossiles[5].